# Stazione di Nishi-Shinjuku-Gochōme
La Stazione di Nishi-Shinjuku-Gochōme (西新宿五丁目駅?, Nishi-Shinjuku-Gochōme-eki) è una stazione della metropolitana di Tokyo, si trova nel quartiere di Shinjuku in un'area prevalentemente residenziale.

## Stazioni adiacenti
| «          | Servizio   | »             |
| Linea Ōedo | Linea Ōedo | Linea Ōedo    |
| ---------- | ---------- | ------------- |
| Tochōmae   | -          | Nakano-Sakaue |